# Ai Tominaga
Ai Tominaga (冨永 愛, Tominaga Ai, nascida em 1 de agosto de 1982) é uma modelo e atriz japonesa. Ela foi descrita como uma das primeiras modelos asiáticas a desfilar em passarelas europeias, embora houvesse modelos como Sayoko Yamaguchi que já desfilavam nas décadas de 1970 e 1980.

## Carreira
Ela apareceu na capa da Vogue em seu país natal, assim como da Harper's Bazaar (Japão, China, Singapura, Malásia, Indonésia), Elle (Japão, Singapura, Hong Kong), Marie Claire (Hong Kong) e Madame Figaro (Taiwan, Tailândia). Tominaga desfilou para marcas como John Galliano, Vivienne Tam, Anna Sui, Christian Dior, Karl Lagerfeld, Lanvin, Gucci, Michael Kors, Ralph Lauren, Dolce and Gabbana, Givenchy, Elie Saab, Alexander McQueen e Valentino, entre outros. Tominaga apareceu em várias revistas de moda, incluindo Vogue (americana, francesa, britânica, japonesa, russa e alemã), Harper's Bazaar e i-D, e foi fotografada por profissionais como Annie Leibovitz, Nick Knight, Steven Meisel, Ellen von Unwerth, Mert and Marcus e Peter Lindbergh.
Tominaga participou de campanhas para Yves Saint Laurent (com as top models Jacquetta Wheeler, Carmen Kass e Caroline Ribeiro), Gucci, Hermès, Tag Heuer, Banana Republic e Moschino. Ela também apareceu no Calendário Pirelli de 2004. Atualmente, vive em Tóquio e continua a assumir novos desafios como personalidade na TV, rádio e diversos eventos, além de sua carreira como modelo.

## Vida Pessoal
Ela se casou com um chef japonês em 2004 e deu à luz um filho em 2005. O casal se divorciou em 2009. Ela reside em Tóquio.

## Filmografia

### Cinema
- Devilman (2004), Silene
- R100 (2013)
- Do Fim do Mundo (2023)[11]
- La Grande Maison Paris (2024), Linda Machiko Richard[12]

### Televisão
- La Grande Maison Tokyo (2019), Linda Machiko Richard
- Waru (2022), Onimaru[13]
- Ōoku: The Inner Chambers (2023), Tokugawa Yoshimune[14]
- Unbound (2025), Takaoka[15]

### Dublagem
- O Espetacular Homem-Aranha, Recepcionista (dublagem para Jill Flint)[16]

## Links Externos
- «Sítio oficial»
- Ai Tominaga. no IMDb.
- Ai Tominaga no Adversus.Asia